# Цянцюй
Цянцюй(кит. упр. 羌渠, пиньинь qiāngqu) — шаньюй хунну с 179 года по 188 год.

## Правление
В 187 взбунтовался Чжан Шунь, бывший правитель Чжуншаня, он присоединился к сяньбийцам и пошёл в набег на приграничные области. Хань Лин-ди приказал южным хунну соединиться с Лю Юем правителем Ючжоу. Шаньюй отправил восточного чжуки на войну, чем вызвал неудовольствие старейшин, которые не хотели воевать. Старейшины подняли в западном аймаке 100 000 хуннов и убили Цянцюя. Его сын западный чжуки Юйфуло возведён на престол.